# Independent WHO
 (janvier 2023).

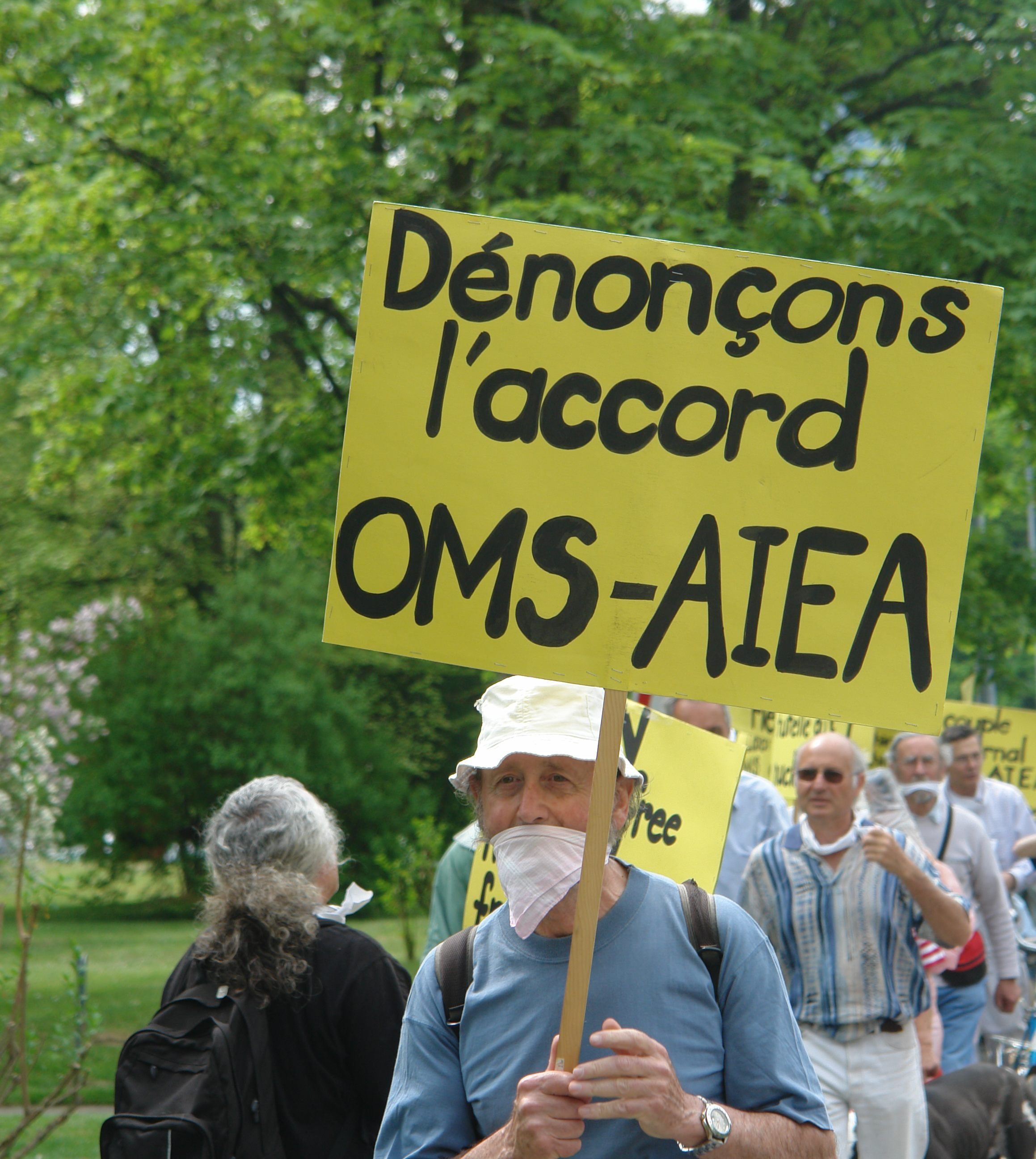
Manifestation à Genève, 26 avril 2007.

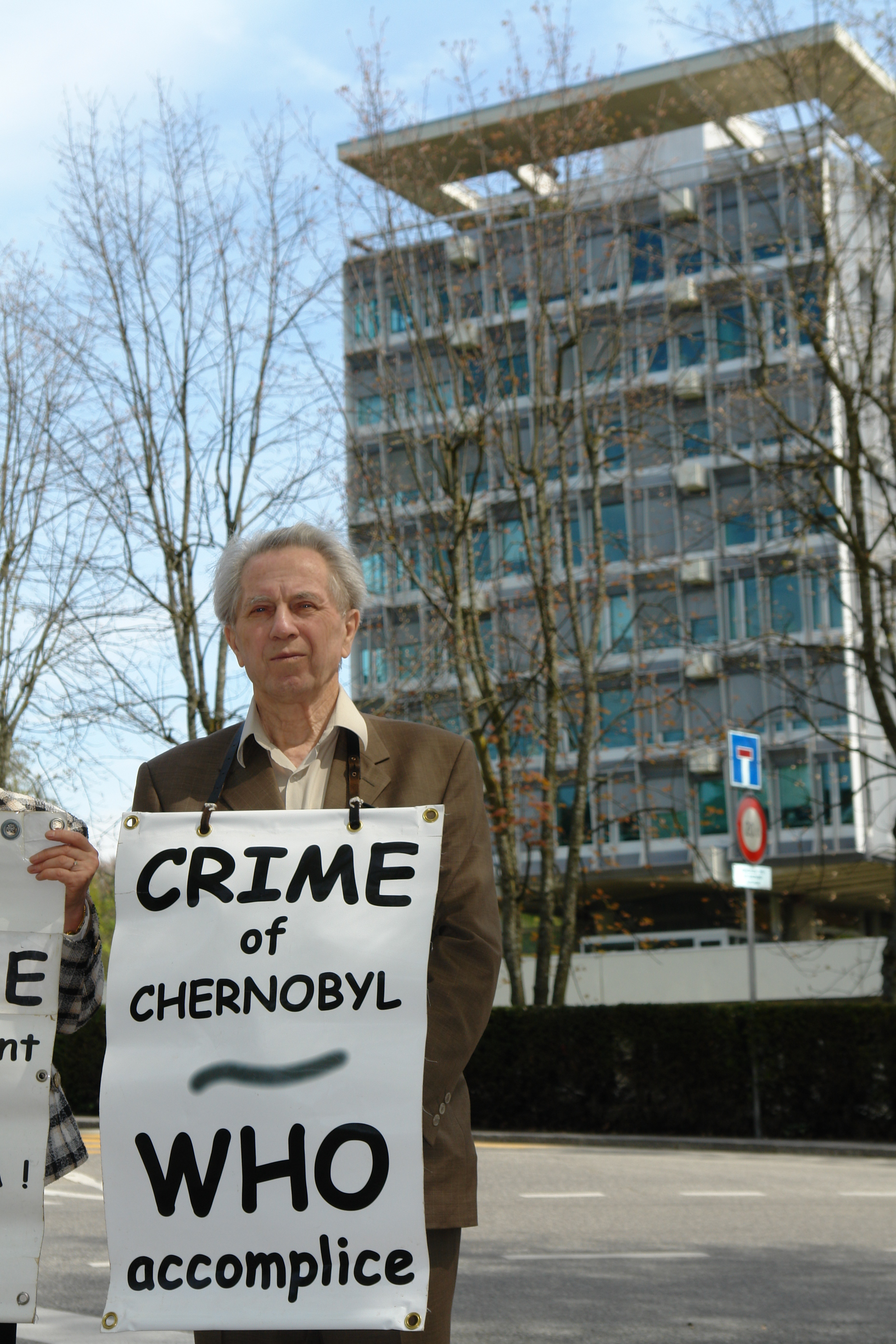
Vassili Nesterenko devant l'OMS, 27 avril 2008 (« Crime de Tchernobyl – l'OMS est complice »).

« Independent WHO - Santé et Nucléaire » est un collectif créé en 2006, qui réclame la révision de l'accord de 1959 entre l'Organisation mondiale de la santé (OMS, en anglais WHO) et l'Agence internationale de l'énergie atomique (AIEA). Cet accord lie les deux organisations concernant leurs programmes de travail et leurs publications.
Le collectif a été présent chaque jour ouvrable du 26 avril 2007 au 26 avril 2017 devant les bâtiments de l'OMS à Genève (46° 13′ 54″ N, 6° 07′ 59″ E). Le 26 avril commémore l'accident nucléaire de Tchernobyl du 26 avril 1986, dont les importantes conséquences sanitaires font l'objet de controverses.
À l'occasion du 10e anniversaire de l'action de vigie, une stèle a été inaugurée devant les bâtiments de l'OMS.

### Liens externes

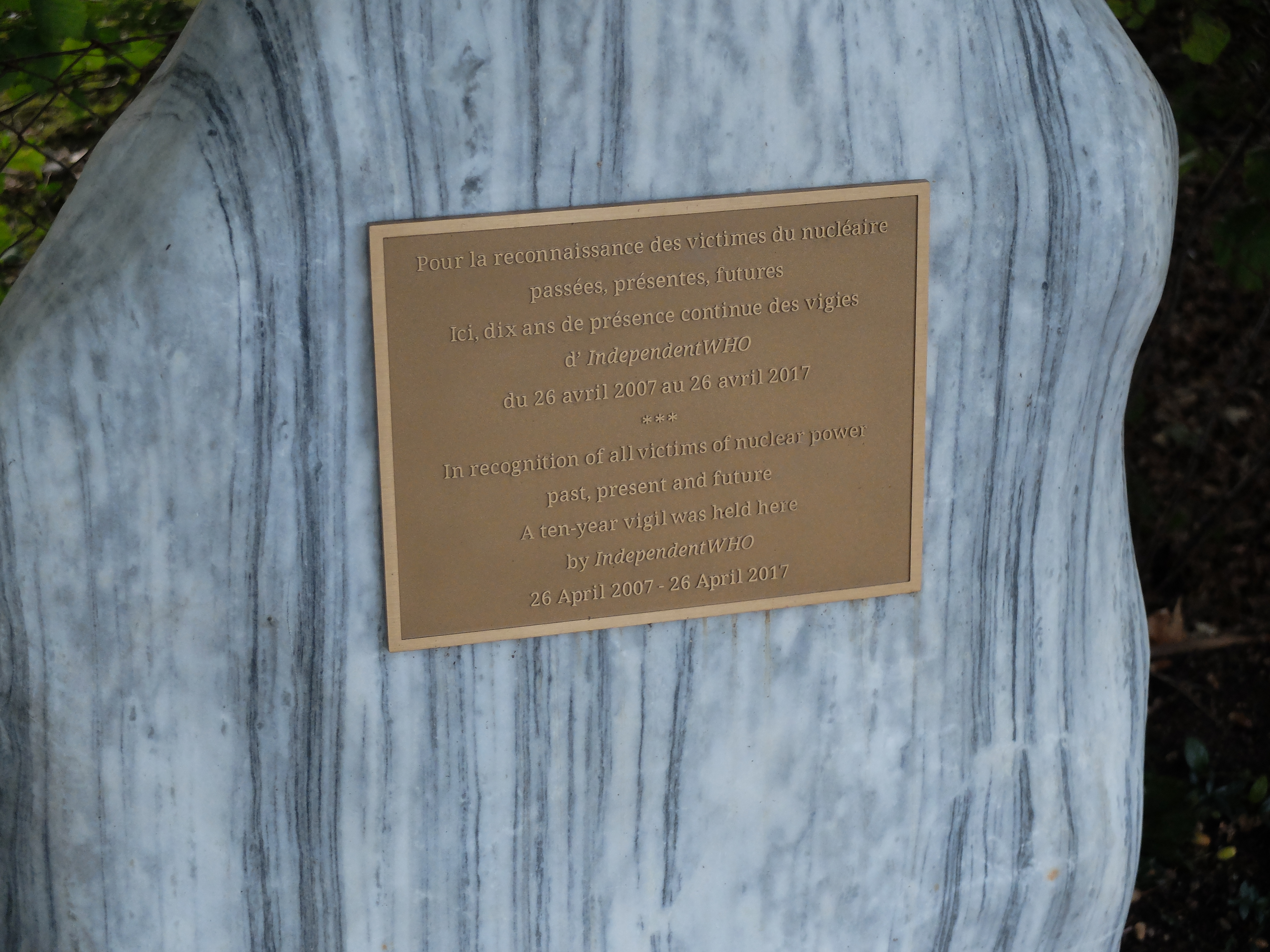
Détail de la stèle à la mémoire des victimes du nucléaire.

## Le collectif
Huit organisations ont fondé le collectif Independent WHO :
- association Enfants de Tchernobyl – Bélarus[1] ;
- section suisse de l'Association internationale des médecins pour la prévention de la guerre nucléaire dénommée : Médecins pour une responsabilité sociale (Physicians for Social Responsibility - PSR)[2] ;
- Mouvement pour la santé des peuples (People's Health Movement - PHM)[3] ;
- Commission de recherche et d'information indépendantes sur la radioactivité (CRIIRAD) ;
- Réseau Sortir du nucléaire (fédération de plusieurs centaines d'organisations en France) ;
- Brut de Béton Production (structure de réflexion, de proposition et de réalisation d’actes artistiques)[4] ;
- ContrAtom (association antinucléaire genevoise)[5] ;
- Sortir du nucléaire – Loire et Vilaine[6].

En outre, plusieurs dizaines d'organisations ont déclaré leur soutien.

## L'accord contesté

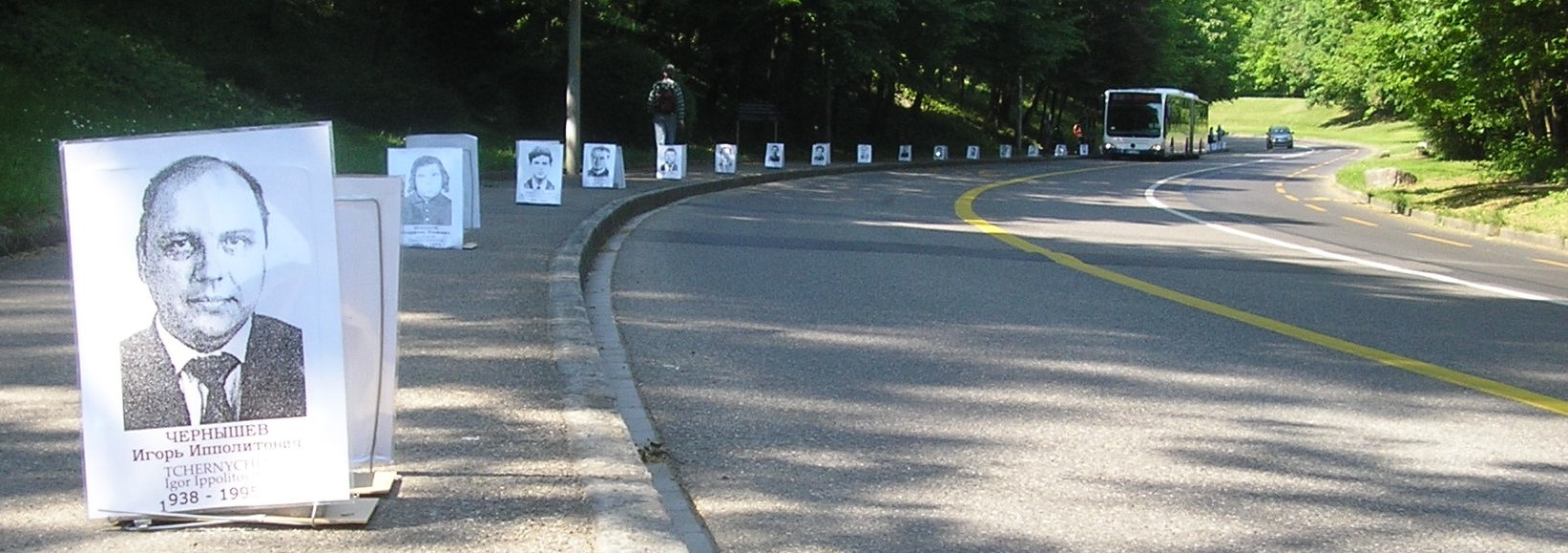
Portraits de liquidateurs décédés, Genève, 26 avril 2011. Route menant de l'ONU à l'OMS.

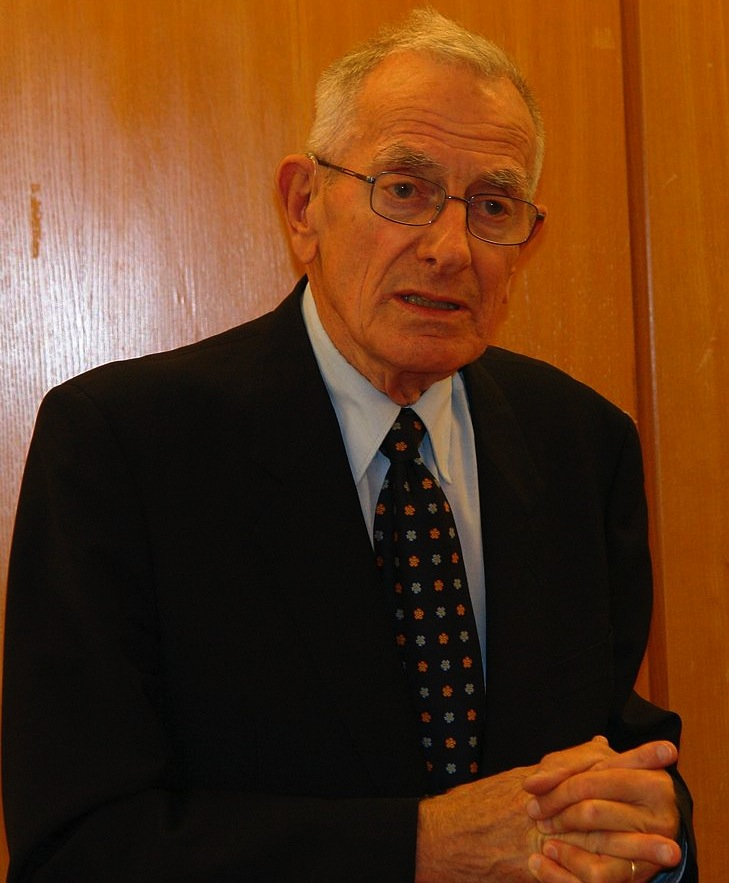
Selon Michel Fernex, médecin tropicaliste, ancien membre de l'OMS, à propos de l'appréciation des conséquences de Tchernobyl et Fukushima : Pour fournir des chiffres, il faut faire des travaux et l'OMS n’en a pas fait. L'OMS ne peut que répéter les chiffres que lui donne l'AIEA.

### Contenu de l'accord
Le 28 mai 1959, la résolution WHA 12.40 a fait entrer en vigueur l'accord contesté. Cet accord est analogue à d'autres passés entre les agences onusiennes et l'OMS.
Depuis près de 20 ans, une controverse porte sur l'accord liant l'OMS et l'Agence internationale de l'énergie atomique (AIEA).
À la suite des campagnes de contestation, l'OMS a indiqué que l'accord « n'affecte en rien la capacité de l'OMS à exercer ses responsabilités statutaires de manière indépendante et impartiale, et ne place aucunement l'OMS en situation de subordination par rapport à l'AIEA ».
Cet accord contient un point qui impose de « sauvegarder le caractère confidentiel de renseignements qui leur [à l'une et/ou l'autre des deux agences] auront été fournis. Elles [l’AIEA et l’OMS] conviennent donc que rien dans le présent Accord ne peut être interprété comme obligeant l’une ou l’autre partie à fournir des renseignements dont la divulgation, de l’avis de la partie qui les détient, trahirait la confiance de l’un de ses Membres ou de quiconque lui aurait fourni lesdits renseignements, ou compromettrait d’une manière quelconque la bonne marche de ses travaux ». Pour le collectif, cette clause imposerait à l'OMS la confidentialité sur des « renseignements spéciaux » et certains sujets (à la discrétion de l’AIEA pour ce qui concerne le nucléaire).
Cependant, cette clause ne s'applique qu'à la protection des données confidentielles éventuellement transmises par l'AIEA à l'OMS, non sur les recherches propres conduites par l'OMS. L'accord n'interdit pas à l'OMS de collecter et publier ses propres données, ce qui est explicitement prévu par l'article I-2 précisant que l'accord doit s'interpréter « sans préjudice du droit de l’Organisation mondiale de la Santé de s’attacher à promouvoir, développer, aider et coordonner l’action sanitaire internationale, y compris la recherche, sous tous les aspects de cette action. »
Selon cet accord, l'OMS et l'AIEA « agiront en coopération étroite avec l'autre et se consultent régulièrement en ce qui concerne les questions d'intérêt commun. » Pour ses détracteurs, aucune de ces deux agences de l'ONU ne peut prendre de position publique susceptible de nuire aux intérêts de l'autre. Un point de l’accord stipule en effet que « Chaque fois que l'organisation se propose d'entreprendre un programme ou une activité dans un domaine dans lequel l'autre organisation a ou peut avoir une importance d'intérêt, la première consulte la seconde en vue de régler la question d'un commun accord. » Selon les opposants à cet accord, la même clause ne permet pas à l'OMS de librement formuler et diffuser des avis sur les risques ou conséquences de la radioactivité sans accord préalable de l'AIEA. Cependant, la clause incriminée n'impose pas aux deux agences d'adopter une position commune mais simplement de se concerter, le cas échéant  pour un éventuel travail en commun.
Selon cet accord, l’entente entre les deux agences se fait « sans préjudice du droit de l'Organisation mondiale de la santé à se préoccuper de la promotion, le développement, aider et de coordonner l'action sanitaire internationale, y compris la recherche, sous tous ses aspects ».

### Conflits d'intérêt évoqués
L'accord est fréquemment évoqué par les mouvements antinucléaires, pour révoquer en doute les rapports de l'OMS qui indiquent que les effets sur la santé des retombées radioactives à la suite d'accidents comme celui de Tchernobyl sont généralement faibles et surtout provoqués par la peur des radiations. Selon le collectif Independent WHO, l'accord entre ces deux agences provoque un « conflit d'intérêts patent ».
Diverses personnalités, dont Michel Fernex (ancien médecin de l'OMS) et Youri Bandajevsky, ainsi que des ONG dont notamment « Independent WHO », l'Association internationale des médecins pour la prévention de la guerre nucléaire, et des professionnels de la santé ou encore le mouvement « Women in Europe for a Common Future » demandent l’abrogation de l’accord WHA 12-40. Ils estiment que cette résolution impose à l'OMS de minimiser les risques de la radioactivité pour la santé publique et ne peut remplir ses missions. De plus selon Michel Fernex, l'OMS ne dispose plus de moyens d'étude sur les impacts de la radioactivité, ce qui l'oblige à reprendre à son compte les données apportées par l'AIEA.
Dès les années 1990, Vassili Nesterenko a critiqué cet accord.
Un exemple d'application de cet accord concerne la non-publication des actes des conférences de 1995 à Genève et de 2001 à Kiev sur les conséquences sanitaires de la catastrophe de Tchernobyl. Le Dr Hiroshi Nakajima, directeur général de l'OMS de 1988 à 1998, a notamment déclaré à la télévision suisse que ces documents avaient été censurés à cause de l'accord avec l'AIEA.
En 1996, les médecins Michel Fernex et Youri Bandajevsky affirment que l'accord a pour conséquence de minimiser les risques de la radioactivité pour la santé publique.
En 2010, un nouvel ouvrage intitulé « Consequences of the Catastrophe for People and the Environment » [Conséquences de la catastrophe de Tchernobyl sur la population et l'environnement], fait état d'études et de nombreuses données fournies par des médecins, chirurgiens et spécialistes de la radioactivité en Ukraine et Biélorussie notamment, laissant penser que les impacts de l'accident sur les humains, la faune et la flore ont été fortement sous-estimés. Sur cette base (environ 5 000 études utilisées, sur environ 30 000 publications scientifiques disponible vers 2010 sur la catastrophe, pour la plupart en russe ou langues slaves, alors que le rapport de l'OMS n'en cite que 350 environ, presque toute en anglais), les auteurs et la toxicologue Janette Shermann réinsistent sur le besoin d'une indépendance de l'OMS par rapport à l'AIEA.

### Revendications
L'ONG Independent Who demande notamment à l’OMS de 
- rétablir son département « Radiation et Santé »[25] ;
- « recruter des experts indépendants et reconnus internationalement[25] » ;
- « instaurer une Commission sur les rayonnements ionisants et la santé composée d’experts indépendants pour examiner et étudier scientifiquement les conséquences sanitaires de l’accident de Tchernobyl, en intégrant toutes les études réalisées par les chercheurs indépendants, qui n’ont aucune relation, financière ou autre, avec l’industrie nucléaire ni avec des associations de l’industrie nucléaire, et de rendre compte de leurs résultats à l’Assemblée Mondiale de la Santé organisée par l’OMS[25] » ;
- créer un groupe de travail « pour examiner et faire des rapports sur les preuves disponibles, les lacunes dans la recherche sur différents aspects de la radioprotection, et comme priorité, un groupe de travail sur les conséquences sanitaires des doses faibles, internes, chroniques, et un groupe de travail sur les effets causés sur le génome humain par les sources externes et internes d’irradiations[25] » ;
- publier et mettre à disposition de tous les actes des conférences de Genève en 1995 et de Kiev en 2001 sur les conséquences sanitaires de la catastrophe de Tchernobyl, dans leur intégralité[25]. Ces actes n'ont pas été publiés[26] selon le Dr Hiroshi Nakajima, directeur général de l'OMS de 1988 à 1998, interrogé par la télévision suisse, en raison d'une censure permise par l'accord OMS-AIEA[27].

## Conventions additionnelles
Deux conventions ont été adoptées à la suite de la catastrophe nucléaire de Tchernobyl dans le but de préciser la portée de l'accord AIEA/OMS de 1959 dans un contexte d'accident nucléaire. Ces conventions stipulent que l'AIEA est seule habilitée pour piloter l'action internationale en cas d'accident nucléaire. Il s'agit de la « Convention sur la notification rapide d'un accident nucléaire » et de la « Convention relative à l'assistance en cas d'accident nucléaire ou de situation d'urgence radiologique » qui ont été adoptées par la conférence générale de l'AIEA le 26 septembre 1986.

## Actions

### Vigies

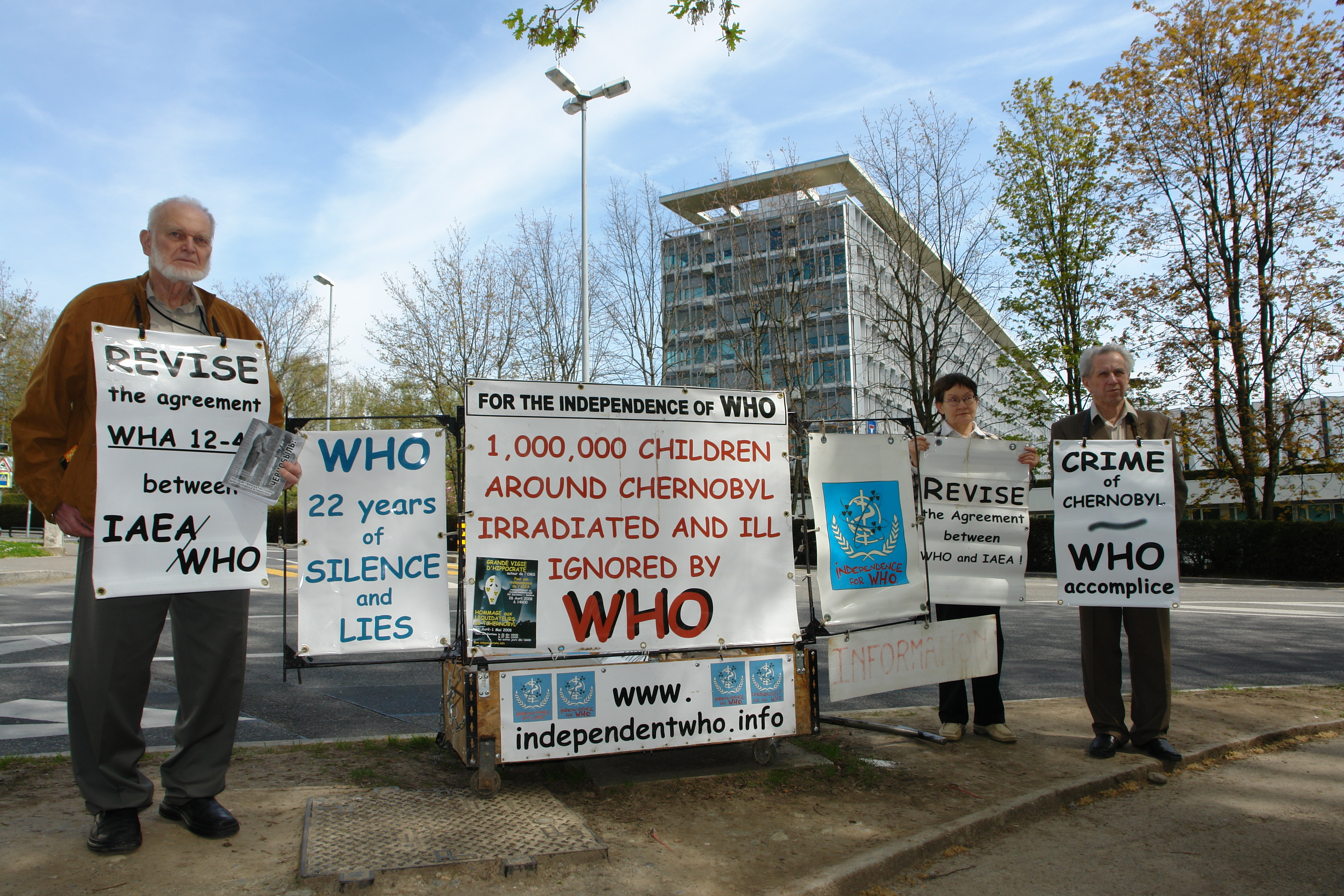
Alexey Yablokov, Rosa Goncharova et Vassili Nesterenko devant l'OMS, Genève, 27 avril 2008.

La « vigie d'Hippocrate » était une manifestation permanente devant les bâtiments de l'OMS à Genève, demandant la révision de l'accord avec l'AIEA. Du 26 avril 2007 à 2017, chaque jour ouvrable et de 8 à 18 heures, une à trois « vigies » du collectif étaient présentes avec des calicots.

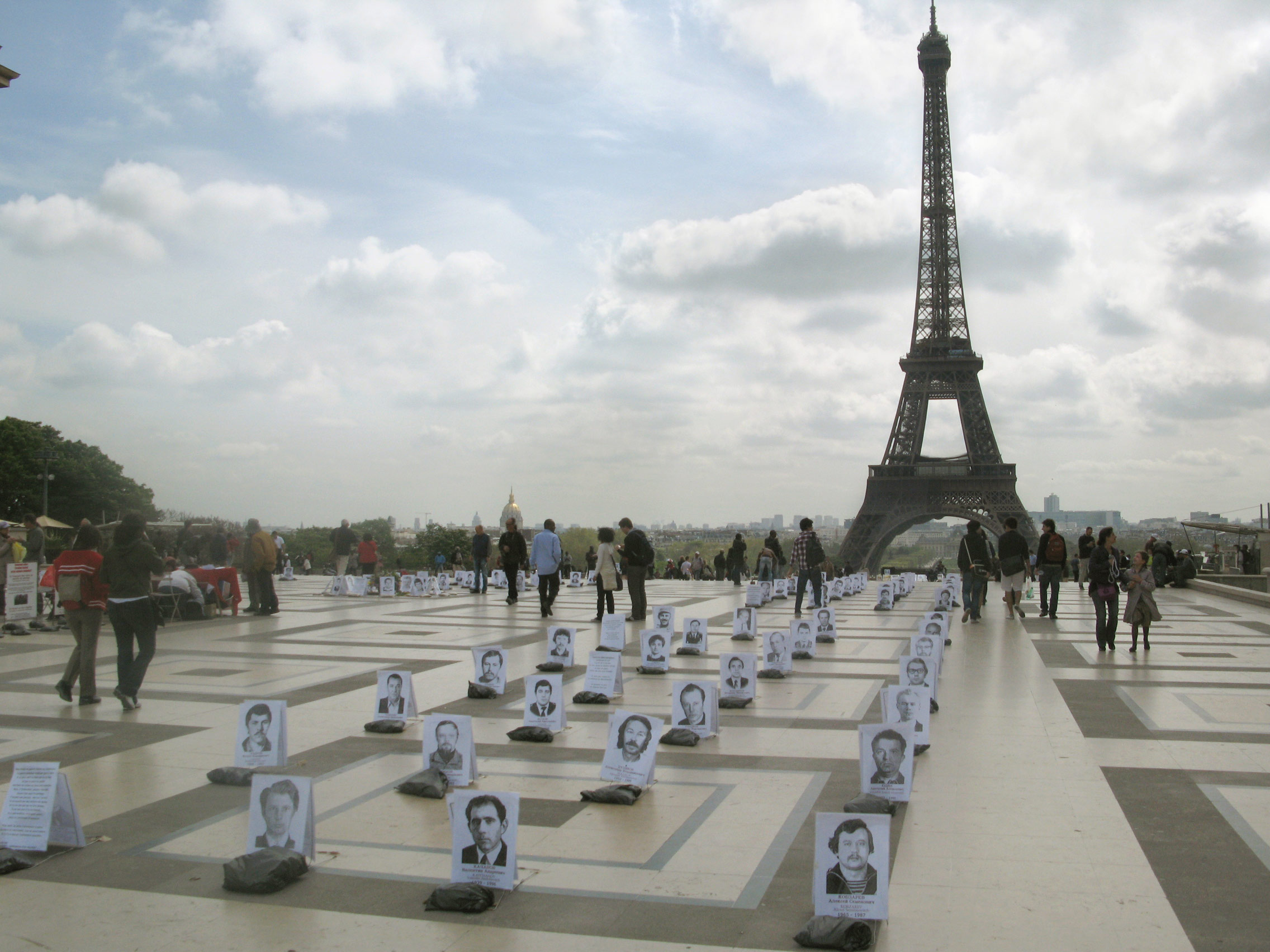
Portraits des liquidateurs, Paris, 26 avril 2010.

Plusieurs manifestations plus larges étaient organisées par Independent WHO devant le siège de l'OMS à Genève. D'autres actions avaient eu lieu à Paris (sur le parvis des droits de l'homme), à Troyes (concernant le centre de stockage de l'Aube) et à Vienne (devant le siège de l'AIEA).

### Appels
Independent WHO relaye « l'Appel des professionnels de la santé pour l'indépendance de l'OMS » initié par une vingtaine de personnalités dont : Youri Bandajevsky (ancien recteur de la Faculté de médecine de Gomel, Biélorussie), Christopher Busby (en) (chimiste, Grande-Bretagne), Marina Carobbio (médecin, conseillère nationale, Suisse), Michel Fernex (médecin, Suisse), Liliane Maury Pasquier (sage-femme, conseillère aux États, Suisse), Maria Roth-Bernasconi (infirmière, conseillère nationale, Suisse).
Independent WHO publie le « Manifeste pour l’indépendance de l’OMS », qui demande à l'OMS qu’elle remplisse son mandat constitutionnel, et donc qu'elle remette en question l'accord existant avec l'AIEA.

### Rencontres avec l'OMS
Independent WHO s'est adressé à l'OMS, en particulier à Margaret Chan, directrice générale depuis janvier 2007. Une rencontre a eu lieu en juillet 2009 avec cinq responsables de l'OMS à divers niveaux (mais sans la directrice).
Une seconde rencontre a eu lieu le 4 mai 2011 au siège de l'OMS à Genève, à l'invitation de la directrice, entre six représentants de Independent WHO (dont Wladimir Tchertkoff et Rémy Pagani) et six personnes de l'OMS (dont la directrice et le directeur général adjoint Anarfi Asamoa-Baah). À la suite de cette rencontre, l'OMS a indiqué « qu’elle va enquêter sur les raisons pour lesquelles les actes d’une conférence organisée à Kiev en 2001 sur les conséquences sanitaires de la catastrophe de Tchernobyl n’ont pas été publiés ». Margaret Chan aurait affirmé que l’accord de 1959 entre l'OMS et l'AIEA « ne nuit pas à l’indépendance de l’OMS », il ne serait pas question de réviser cet accord. Le Conseil administratif de Genève, qui soutient l'action d’Independent WHO, était représenté par Rémy Pagani qui a « critiqué "l'inertie" de l’OMS en matière de rayonnements radioactifs ».

## Soutiens

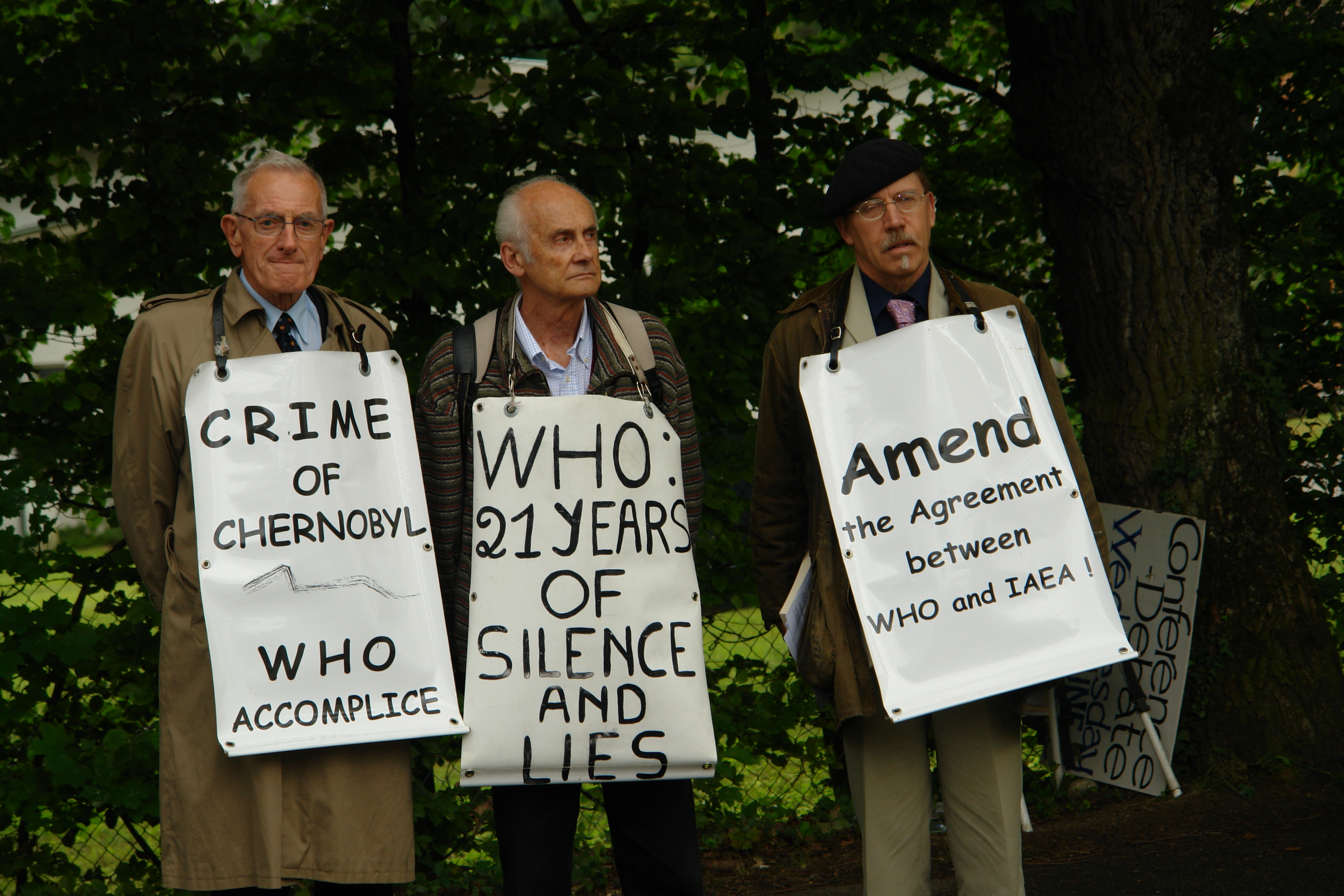
Michel Fernex, Wladimir Tchertkoff et Christopher Busby devant l'OMS, Genève, 27 juin 2007.

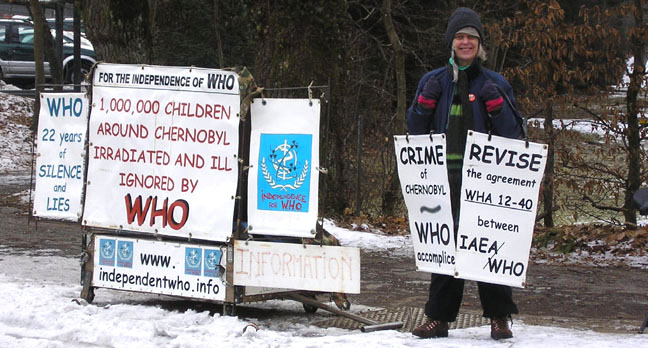
La vigie en hiver, 5 janvier 2009.

Le journaliste Wladimir Tchertkoff, qui a réalisé plusieurs documentaires sur le nucléaire et Tchernobyl, apporte son soutien à Independent WHO. Il a participé à plusieurs « vigies » devant l'OMS. C'est aussi le cas de personnalités politiques comme Danielle Mitterrand (présente sur la vigie le 28 mars 2008), Rémy Pagani (maire de Genève, le 6 juillet 2009), Jean Ziegler (politicien et sociologue suisse, le 26 avril 2011), et de scientifiques comme Rosa Goncharova (généticienne biélorusse), Alexey V Yablokov (écologue russe), Vassili Nesterenko (physicien biélorusse, les trois le 27 avril 2008).
Le liquidateur Valéry Zaïtsev, président de l'association de liquidateurs et veuves de liquidateurs « DAPAMOGA » à Mazyr en Biélorussie, est présent les 3 et 4 décembre 2009.
L'association ContrAtom est aussi engagée depuis 2001 contre l'accord OMS-AIEA,.

## Voir aussi

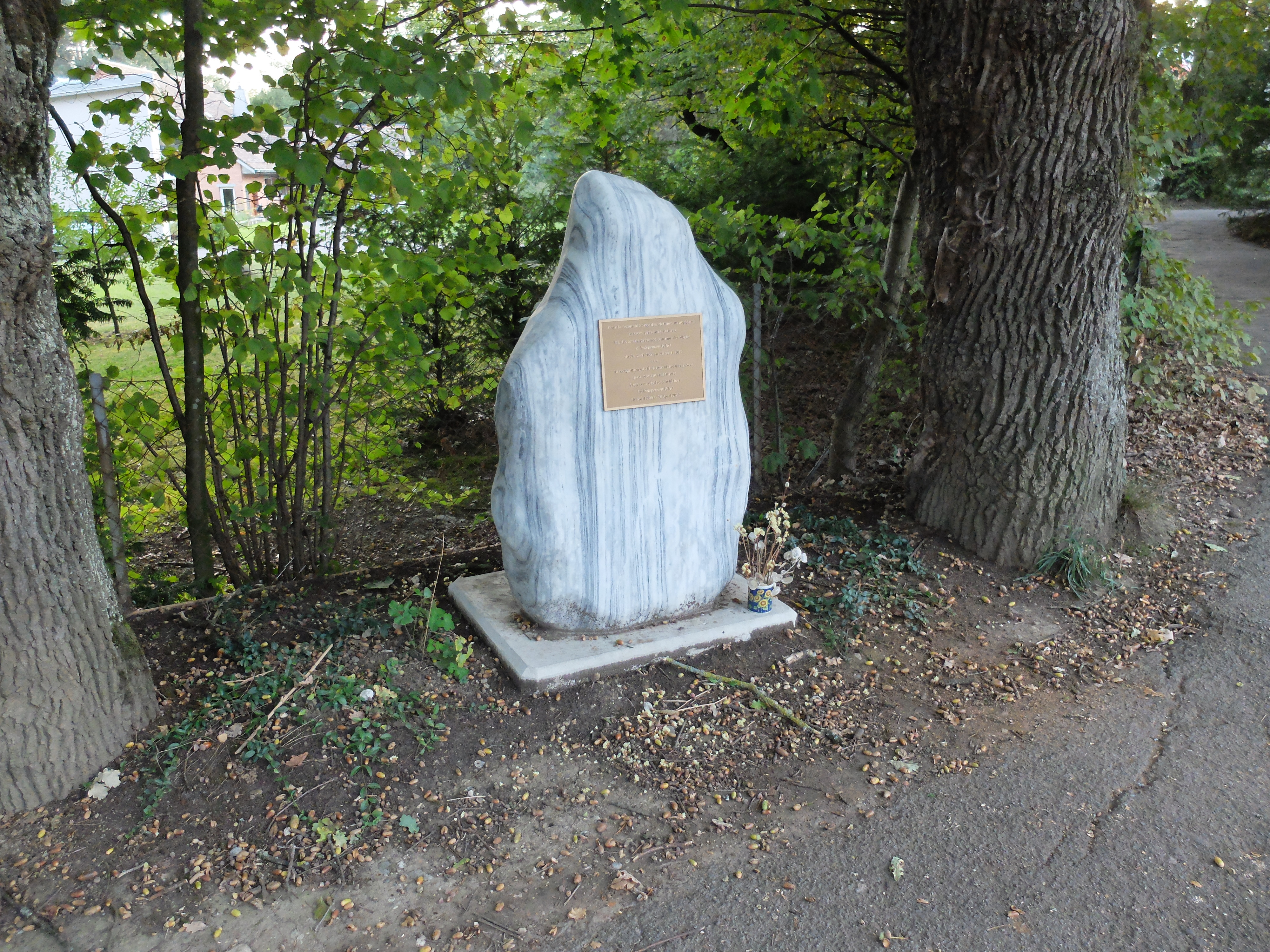
Stèle Indépendent WHO à la mémoire des victimes du nucléaire, mise en place le 26 avril 2017